# 의뢰인 K
《의뢰인 K》는 2011년 11월 11일부터 2013년 5월 9일까지 방송된 법률 전문 교양 프로그램이다.

## 기획 의도
살면서 겪게 될 수 있는 다양한 분쟁과 다툼 등을 소개하고, 이에 적절하게 대처할 수 있는 법적인 지식과 의견을 제시하는 법률 버라이어티 프로그램.

## 방송 시간
| 방송 채널 | 방송 기간                          | 방송 시간                       |
| --------- | ---------------------------------- | ------------------------------- |
| KBS 2TV   | 2011년 11월 11일 ~ 2012년 2월 24일 | 매주 금요일 저녁 7:50 ~ 8:55    |
| KBS 2TV   | 2012년 3월 1일 ~ 2013년 5월 9일    | 매주 목요일 저녁 8:50 ~ 밤 9:55 |

## 출연자
진행자
- 박수홍 개그맨
- 이지애 前 아나운서
- 오언종 아나운서

패널
- 강성범
- 양지원
- 후지타 사유리

자문 변호사
- 금태섭 변호사
- 장진영 변호사
- 최단비 변호사
- 김재철 변호사
- 손수호 변호사
- 김소영 변호사

## 코너
- 위기의 K
- 사유리의 똑똑똑
- 강성범 · 양지원의 Yes or No
- 화제의 사건

종영 코너
- K 대 K
- K의 시선
- 강성범 · 박영린의 Yes or No
- 지원이의 똑똑똑
- 사건으로 본 법률
- 이것이 법률
- 생활 속 법률
- 법률로 본 사사건건
- 황당 사건 속 법률

## 방영 목록
2011년
| 회차 | 방영일    | 방영 내용 | 방영 내용                                                       |
| ---- | --------- | --------- | --------------------------------------------------------------- |
| 1회  | 11월 11일 | 위기의 K  | 재미로 서리하다 감전사한 피서객 - 그 책임은?                    |
| 1회  | 11월 11일 | K 대 K    | 생활비를 벌기 위해 술집에 나간 아내 - 만약 당신이라면?          |
| 1회  | 11월 11일 | K의 시선  | 끝나지 않는 이태원 살인 사건                                    |
| 2회  | 11월 18일 | 위기의 K  | 21군데를 한꺼번에 성형한 여성 - 그 책임은?                      |
| 2회  | 11월 18일 | K 대 K    | 지나친 교육열도 이혼 사유 - 타이거 맘의 눈물                    |
| 2회  | 11월 18일 | K의 시선  | 합의의 함정                                                     |
| 3회  | 11월 25일 | 위기의 K  | 10대 딸에게 죽도로 때리고 PT 체조시킨 아버지 - 법원의 판결은?   |
| 3회  | 11월 25일 | K 대 K    | 부부애보다 진한 로또 당첨금 - 사실혼 부부의 로또 당첨금 주인은? |
| 3회  | 11월 25일 | K의 시선  | 네 명의 아이를 버린 엄마 - 비정한 부모 영아 유기의 책임은?      |
| 4회  | 12월 2일  | 위기의 K  | 후처를 죽은 전처와 똑같이 성형시키려는 남편 - 이혼 사유가 될까? |
| 4회  | 12월 2일  | K 대 K    | 난 사랑한 죄밖에 없어요 - 미모의 사기 도박단                    |
| 4회  | 12월 2일  | K의 시선  | 개 18마리를 잔인하게 연쇄 도살한 고교생 - 처벌은?               |
| 5회  | 12월 9일  | 위기의 K  | 딸을 때렸다고 8살 남자아이를 보복 폭행한 아빠!                  |
| 5회  | 12월 9일  | K 대 K    | 두 얼굴의 절도범                                                |
| 5회  | 12월 9일  | K의 시선  | 방화범이자 화상 피해자가 된 10대                                |
| 6회  | 12월 16일 | 위기의 K  | 학부모의 항의에 뇌출혈로 쓰러진 여교사                          |
| 6회  | 12월 16일 | K 대 K    | 여자친구에게 맞다가 격투기 기술로 기절시킨 남자 - 처벌은?       |
| 6회  | 12월 16일 | K의 시선  | 3살 난 아들까지 동원 - 가족 보험사기단                          |
| 7회  | 12월 23일 | 위기의 K  | 콜라텍 부녀자 사기사건!                                         |
| 7회  | 12월 23일 | K 대 K    | 첫날 밤 어땠냐? 여교사를 성희롱한 교장!                         |
| 7회  | 12월 23일 | K의 시선  | 19살 엄마, 아이들을 키우게 해주세요!                            |

2012년
| 회차 | 방영일    | 방영 내용                   | 방영 내용                                                      |
| ---- | --------- | --------------------------- | -------------------------------------------------------------- |
| 8회  | 1월 6일   | 위기의 K                    | 이혼 후에도 처가에게 15억을 요구한 의사                        |
| 8회  | 1월 6일   | K 대 K                      | DNA 검사로 들통난 20대 요리사의 이중생활                       |
| 8회  | 1월 6일   | K의 시선                    | 추어탕 요리법도 영업비밀                                       |
| 9회  | 1월 13일  | 위기의 K                    | 나만 빼놓고 죽겠다고? 앙심 품고 5명 구해                       |
| 9회  | 1월 13일  | K 대 K                      | 궁합이 나쁘다고 우기는 시부모의 이혼소송                       |
| 9회  | 1월 13일  | K의 시선                    | 빈집을 쑥대밭으로 만든 청소년 - 그게 죄가 되나요?              |
| 10회 | 1월 20일  | 위기의 K                    | 한국 전쟁 때 묻어둔 금괴를 찾으러 탈북한 40대 남성             |
| 10회 | 1월 20일  | K 대 K                      | 변호사를 사칭하며 헤어진 애인에게 위자료 요구한 남자           |
| 10회 | 1월 20일  | K의 시선                    | 보험금을 노리고 상습적으로 입양아를 살해한 엄마                |
| 11회 | 1월 27일  | 위기의 K                    | 어설픈 여성 강도 - 50대 재력가 납치 미수 사건                  |
| 11회 | 1월 27일  | K 대 K                      | 우리 아이를 도와주세요 - 어린이집 폭행 의문사건                |
| 11회 | 1월 27일  | K의 시선                    | 명품으로 치장한 샤넬 사모님 - 8억 원대 사기                    |
| 12회 | 2월 3일   | 위기의 K                    | 밥 한 끼에 200만 원 - 신종 레스토랑 꽃뱀 사기                  |
| 12회 | 2월 3일   | K 대 K                      | 아파트 층간 소음에 집단 난투극 벌인 이웃들                     |
| 12회 | 2월 3일   | K의 시선                    | 사기꾼의 순정                                                  |
| 13회 | 2월 10일  | 위기의 K                    | 한의사가 뭐길래 - 한의사 행세 후 사기결혼한 30대 덜미          |
| 13회 | 2월 10일  | K 대 K                      | 손으로 만들어야 진짜 안흥 찐빵                                 |
| 13회 | 2월 10일  | K의 시선                    | 죽어야 사는 남자? - 위장사망 보험 사기 사건                    |
| 14회 | 2월 17일  | 위기의 K                    | 나 몰래 이혼을 - 드라마 같은 사기 이혼                         |
| 14회 | 2월 17일  | K 대 K                      | 내 굿 값을 돌려줘 - 굿 값 반환 청구 소송                       |
| 14회 | 2월 17일  | K의 시선                    | 스파이더 옹의 최후 - 전문털이 사건                             |
| 15회 | 2월 24일  | 위기의 K                    | 우리를 웃기고 울린 황당사건 베스트                             |
| 15회 | 2월 24일  | K 대 K                      | 사랑과 전쟁의 기로에 선 남과 여                                |
| 15회 | 2월 24일  | K의 시선                    | 우리 아이가 달라질까요?                                        |
| 16회 | 3월 1일   | 사건으로 본 법률            | 유명 점퍼가 뭐 길래                                            |
| 16회 | 3월 1일   | 이것이 법률                 | 쓰레기 전쟁의 결말은?                                          |
| 16회 | 3월 1일   | 생활속 법률                 | 아래층 대학생 위층 아줌마                                      |
| 17회 | 3월 8일   | 사건으로 본 법률            | 꽃미남 주의보                                                  |
| 17회 | 3월 8일   | 이것이 법률                 | 공짜도 죄가 되나요?                                            |
| 17회 | 3월 8일   | 생활 속 법률                | 남편의 아이? 내연남의 아이?                                    |
| 18회 | 3월 15일  | 생활 속 법률                | 바람난 의사남편에게 이혼당할 위기에 놓인 아내                  |
| 18회 | 3월 15일  | 생활 속 법률                | 가짜 소개팅에 남자행세까지 한 여자                             |
| 18회 | 3월 15일  | 이것이 법률                 | 유산상속의 조건                                                |
| 19회 | 3월 22일  | 이것이 법률                 | 엄마의 다른 이름 - 아동 유괴범                                 |
| 19회 | 3월 22일  | 사건으로 본 법률            | 복수는 나의 것                                                 |
| 19회 | 3월 22일  | 생활 속 법률                | 사라진 신부                                                    |
| 20회 | 3월 29일  | 이것이 법률                 | 황혼이혼 - 나는 하녀였다                                       |
| 20회 | 3월 29일  | 사건으로 본 법률            | 빗나간 사랑 - 사생팬                                           |
| 20회 | 3월 29일  | 생활 속 법률                | 우리 아들을 구속시켜 주세요                                    |
| 21회 | 4월 5일   | 이것이 법률                 | 철없는 남편과 이혼하고 싶어요!                                 |
| 21회 | 4월 5일   | 사건으로 본 법률            | 뒤늦은 혼인신고 대 형부와 처제의 사랑                          |
| 21회 | 4월 5일   | 생활 속 법률                | 돈만주면 척척 합격 - 20억 입시사기                             |
| 22회 | 4월 12일  | 이것이 법률                 | 어디까지가 성희롱?                                             |
| 22회 | 4월 12일  | 생활 속 법률                | 아내 명의로 대출받아 사업한 남편 - 이혼 후 대출금은?           |
| 22회 | 4월 12일  | 사건 속 법률                | 고소의 달인 - 무고죄에 대한 처벌은?                            |
| 23회 | 4월 19일  | 이것이 법률                 | 뺑소니의 기준은?                                               |
| 23회 | 4월 19일  | 생활 속 법률                | 이혼 전에 시어머니가 준 전세자금을 돌려줘야 할까요?            |
| 23회 | 4월 19일  | 사건 속 법률                | 두 얼굴의 선생님                                               |
| 24회 | 4월 26일  | 이것이 법률                 | 명예훼손에 해당하는 사람은?                                    |
| 24회 | 4월 26일  | 생활 속 법률                | 남편 호적에 내연남의 아이를 올린 뻐꾸기 아내                   |
| 24회 | 4월 26일  | 사건으로 본 법률            | 공직자 불륜협박 달인                                           |
| 25회 | 5월 3일   | 이것이 법률                 | 사이비 종교에 빠진 엄마                                        |
| 25회 | 5월 3일   | 생활 속 법률                | 여장남자 보석 절도범                                           |
| 25회 | 5월 3일   | 사건으로 본 법률            | 친구의 형에게 23억 사기당한 사연                               |
| 26회 | 5월 10일  | 생활 속 법률                | 두 얼굴의 아내 - 친자확인 소송                                 |
| 26회 | 5월 10일  | 사건으로 본 법률            | 재벌가 묘만 파헤친 엽기 도굴범                                 |
| 26회 | 5월 10일  | 이것이 법률                 | 이혼인구 12만 시대 - 과연 재판상 이혼사유는?                   |
| 27회 | 5월 31일  | 생활 속 법률                | 개에 물린 아이 어떻하면 좋아요?                                |
| 27회 | 5월 31일  | 사건으로 본 법률            | 서민을 울리는 검은 목소리 - 보이스 피싱 사기                   |
| 27회 | 5월 31일  | 이것이 법률                 | 모든 것을 세탁한 남자                                          |
| 28회 | 6월 14일  | 생활 속 법률                | 다단계에 빠진 딸을 구해주세요                                  |
| 28회 | 6월 14일  | 사건으로 본 법률            | 112 장난전화 하루에 59번 한 남자                               |
| 28회 | 6월 14일  | 이것이 법률                 | 가정폭력에 남편을 살해한 아내                                  |
| 29회 | 6월 21일  | 사건으로 본 법률            | 도둑고양이를 잡으려다 직원 잡은 사장                           |
| 29회 | 6월 21일  | 이것이 법률                 | 버스광고에 실린 민망한 내 사진                                 |
| 29회 | 6월 21일  | 생활 속 법률                | 헤어진 폭력 아버지의 치료비를 갚아야 하나?                     |
| 30회 | 6월 28일  | 사건으로 본 법률            | 술만 취하면 망나니 - 전과 27범의 주폭                          |
| 30회 | 6월 28일  | 이것이 법률                 | 무속인의 노예가 된 여자                                        |
| 30회 | 6월 28일  | 생활 속 법률                | 40년 간 함께 산 남편에게 다른 부인이 - 황당한 이중혼인         |
| 31회 | 7월 5일   | 이것이 법률                 | 아들 대신 PC방에 불 지른 엄마                                  |
| 31회 | 7월 5일   | 사건으로 본 법률            | 평균전과 17범 - 할머니 소매치기단                              |
| 31회 | 7월 5일   | 생활 속 법률                | 부모 살해 사주한 아들                                          |
| 32회 | 7월 12일  | 이것이 법률                 | 여고생에서 탈북자까지 - 꽃뱀 공갈단                            |
| 32회 | 7월 12일  | 사건으로 본 법률            | 자유를 찾아서 - 정신병원 탈출 사건                             |
| 32회 | 7월 12일  | 생활 속 법률                | 저수지 속의 남자                                               |
| 33화 | 7월 19일  | 이것이 법률                 | 시부모에게 강제 퇴거 소송을 당한 며느리                        |
| 33화 | 7월 19일  | 사건으로 본 법률            | 성추행을 고발했다 파면당한 선생님                              |
| 33화 | 7월 19일  | 생활 속 법률                | 다이아몬드가 뭐기에                                            |
| 34회 | 7월 26일  | 이것이 법률                 | 무서운 이웃 - 4층의 무법자                                     |
| 34회 | 7월 26일  | 사건으로 본 법률            | 빗나간 부정 - 도둑이 된 아빠                                   |
| 34회 | 7월 26일  | 생활 속 법률                | 똑같은 고깃집은 안 돼 - 겸업 금지                              |
| 35회 | 8월 2일   | 생활 속 법률                | 당신을 훔쳐보는 눈 - 지하철 몰카 경보                          |
| 35회 | 8월 2일   | 이것이 법률                 | 소가 넘어간 사연                                               |
| 35회 | 8월 2일   | 사건으로 본 법률            | 두 얼굴의 사장님                                               |
| 36회 | 8월 16일  | 강성범 · 박영린의 Yes or No | 절도의 기준                                                    |
| 36회 | 8월 16일  | 법률로 본 사사건건          | 티아라 사태로 본 아이돌 계약                                   |
| 36회 | 8월 16일  | 위기의 K                    | 홍보관이 기가막혀                                              |
| 37회 | 8월 23일  | 법률로 본 사사건건          | 집 사려다 월급차압까지                                         |
| 37회 | 8월 23일  | 강성범 · 박영린의 Yes or No | 도둑 대 수해 - 집주인의 배상책임은?                            |
| 37회 | 8월 23일  | 위기의 K                    | 이모와의 불편한 동거                                           |
| 38회 | 8월 30일  | 법률로 본 사사건건          | 생존권을 위협받는 영세상인들                                   |
| 38회 | 8월 30일  | 강성범 · 박영린의 Yes or No | 가족이면 다야? - 친족상도례                                    |
| 38회 | 8월 30일  | 위기의 K                    | 불성실한 보험설계사 - 그 책임은?                               |
| 39회 | 9월 6일   | 법률로 본 사사건건          | 죽음을 부른 스마트폰 왕따                                      |
| 39회 | 9월 6일   | 강성범 · 박영린의 Yes or No | 1년이 지난 외상값을 갚아야 할까? - 채권소멸시효                |
| 39회 | 9월 6일   | 위기의 K                    | 계주 - 70억과 함께 사라지다                                    |
| 40회 | 9월 13일  | 법률로 본 사사건건          | 동물을 구조했더니 절도죄로 징역                                |
| 40회 | 9월 13일  | 강성범의 Yes or No          | 부당해고의 조건                                                |
| 40회 | 9월 13일  | 위기의 K                    | 꿈을 앗아간 아르바이트                                         |
| 41회 | 9월 20일  | 법률로 본 사사건건          | 충격 - 어린이집 학대 논란                                      |
| 41회 | 9월 20일  | 위기의 K                    | 또 다른 나 - 그녀는 엄마였다                                   |
| 41회 | 9월 20일  | 강성범 · 박영린의 Yes or No | 이별 후에 데이트 비용을 청구할 수 있나                         |
| 42회 | 9월 27일  | 황당 사건 속 법률           | 형제의 난 - 부양의 권리                                        |
| 42회 | 9월 27일  | 강성범 · 박영린의 Yes or No | 도박의 기준                                                    |
| 42회 | 9월 27일  | 위기의 K                    | 사망한 남편의 빚을 갚아야 할까                                 |
| 43회 | 10월 4일  | 황당 사건 속 법률           | 군대 안 가려고 사망신고?                                       |
| 43회 | 10월 4일  | 강성범 · 박영린의 Yes or No | 효력 있는 각서의 조건                                          |
| 43회 | 10월 4일  | 위기의 K                    | 산후조리원 피해 - 배상책임은                                   |
| 44회 | 10월 11일 | 황당사건 속 법률            | 어느 명배우의 최후                                             |
| 44회 | 10월 11일 | 강성범 · 박영린의 Yes or No | 우리 그냥 결혼하게 해주세요                                    |
| 44회 | 10월 11일 | 위기의 K                    | 수상한 아르바이트                                              |
| 45회 | 10월 18일 | 황당사건 속 법률            | 손님은 왕 업체는 봉                                            |
| 45회 | 10월 18일 | 강성범, 박영린의 Yes or No  | 전입신고의 진실                                                |
| 45회 | 10월 18일 | 위기의 K                    | 의상자 지정 논란                                               |
| 46회 | 10월 25일 | 위기의 K                    | 13년간 고통의 세월                                             |
| 46회 | 10월 25일 | 강성범, 박영린의 Yes or No  | 상속의 조건                                                    |
| 46회 | 10월 25일 | 황당사건 속 법률            | 007 모녀 학교 잠입 사건                                        |
| 47회 | 11월 8일  | 위기의 K                    | 여성의 꿈을 앗아간 성형 수술 피해                              |
| 47회 | 11월 8일  | 강성범 · 박영린의 Yes or No | 빌려간 돈 대신 물건 가져간 게 죄?                              |
| 47회 | 11월 8일  | 황당사건 속 법률            | 난 쇼핑계의 큰 손                                              |
| 48회 | 11월 15일 | 위기의 K                    | 63년간의 기다림                                                |
| 48회 | 11월 15일 | 강성범 · 박영린의 Yes or No | 내가 대한민국 수험생이야                                       |
| 48회 | 11월 15일 | 황당사건 속 법률            | 아버지를 아버지라 부르지 말라                                  |
| 49회 | 11월 22일 | 위기의 K                    | 기막힌 죽음                                                    |
| 49회 | 11월 22일 | 강성범 · 박영린의 Yes or No | 더러움 대 집착 - 어떤 것이 이혼사유                            |
| 49회 | 11월 22일 | 황당사건 속 법률            | 엄마가 돌아왔다                                                |
| 50회 | 11월 29일 | 지원이의 똑똑똑             | 식당 편                                                        |
| 50회 | 11월 29일 | 위기의 K                    | 1년 7개월 된 딸의 혈관에 바늘이                                |
| 50회 | 11월 29일 | 강성범 · 박영린의 Yes or No | 복권으로 인생역전 한 성범 - 당첨금도 나눠야할까?               |
| 50회 | 11월 29일 | 황당사건 속 법률            | 세상 어디에도 없는 나쁜 남자                                   |
| 51회 | 12월 6일  | 위기의 K                    | 돈 없으면 전기도 끝                                            |
| 51회 | 12월 6일  | 지원이의 똑똑똑             | 잘못된 머리를 환불받을 수 있을까?                              |
| 51회 | 12월 6일  | 강성범 · 박영린의 Yes or No | 내 땅, 내 물건 모두 돌려줘                                     |
| 51회 | 12월 6일  | 황당사건 속 법률            | 이혼을 논스톱으로 모십니다                                     |
| 52회 | 12월 13일 | 위기의 K                    | 평범한 주부가 보험 사기범                                      |
| 52회 | 12월 13일 | 지원이의 똑똑똑             | 환불 불가 써놓으면 끝                                          |
| 52회 | 12월 13일 | 강성범 · 박영린의 Yes or No | 나를 지키기 위한 행동                                          |
| 52회 | 12월 13일 | 황당사건 속 법률            | 염치를 모르는 아빠                                             |
| 53회 | 12월 20일 | 위기의 K                    | 365일 물 새는 집                                               |
| 53회 | 12월 20일 | 지원이의 똑똑똑             | 멋대로 휴무 낸 세탁소에서 옷까지 망가트리다니                  |
| 53회 | 12월 20일 | 강성범 · 박영린의 Yes or No | 크리스마스 - 산타 택배의 악몽                                  |
| 53회 | 12월 20일 | 황당사건 속 법률            | 24억 원의 유령신부                                             |
| 54회 | 12월 27일 | 위기의 K                    | 2012 올해의 위기의 K - 방송 그 후                              |
| 54회 | 12월 27일 | 지원이의 똑똑똑!            | 아파트 음치맨 대 애완견 사육                                   |
| 54회 | 12월 27일 | 강성범 · 박영린의 Yes or No | [연말 특집] 박수홍과 박영린 대 강성범과 이지애 - 살벌한 연인들 |

2013년
| 회차 | 방영일   | 방영 내용                   | 방영 내용                                                                             |
| ---- | -------- | --------------------------- | ------------------------------------------------------------------------------------- |
| 55회 | 1월 3일  | 위기의 K                    | 운전 중 갑자기 튀어나온 4미터 각목 - 고속도로 낙하물 사고                             |
| 55회 | 1월 3일  | 지원이의 똑똑똑             | 몸짱 되려다 바가지 쓴 지원 - 헬스 클럽 환불의 기준은?                                 |
| 55회 | 1월 3일  | 강성범 · 박영린의 Yes or No | 입소문부터 인터넷 게시판 글까지 - 명예훼손죄의 기준은?                                |
| 55회 | 1월 3일  | 황당 사건 속 법률           | 설득의 달인 - 납치범을 울린 여대생                                                    |
| 56회 | 1월 10일 | 위기의 K                    | 방치된 동물들 위기의 동물원 - 동물 복지법                                             |
| 56회 | 1월 10일 | 지원이의 똑똑똑             | 묵은 때 벗으려다 화상을 입은 지원 - 찜질방 손해배상의 기준은?                         |
| 56회 | 1월 10일 | 강성범 · 박영린의 Yes or No | 부동산 매매 계약의 취소가 가능한 것은                                                 |
| 56회 | 1월 10일 | 황당 사건 속 법률           | 영화 보조출연자 구합니다 - 휴대전화 개통 사기                                         |
| 57회 | 1월 17일 | 위기의 K                    | 필리핀 한인 납치 사건                                                                 |
| 57회 | 1월 17일 | 지원이의 똑똑똑             | 일생에 한 번 뿐인 결혼식을 망친 양지원은 과연 배상을 받을 수 있을까?                  |
| 57회 | 1월 17일 | 강성범 · 박영린의 Yes or No | 둘 중 죄를 지은 사람은?                                                               |
| 57회 | 1월 17일 | 황당 사건 속 법률           | 사기의 달인 - 유명인 사칭 사기범                                                      |
| 58회 | 1월 24일 | 위기의 K                    | 기초생활수급 - 부양의무자 기준 논란                                                   |
| 58회 | 1월 24일 | 지원이의 똑똑똑             | 주차장에서 생긴 일 - 손해배상 책임은 누구에게 있는 걸까?                              |
| 58회 | 1월 24일 | 강성범 · 박영린의 Yes or No | 둘 중 폭행죄에 해당하는 사람은?                                                       |
| 58회 | 1월 24일 | 황당 사건 속 법률           | 이 부부가 사는 법 - 폭력 남편대 춤바람 아내                                           |
| 59회 | 1월 31일 | 위기의 K                    | 겨울철 동파 사고는 누구의 책임일까?                                                   |
| 59회 | 1월 31일 | 지원이의 똑똑똑             | 몸매 관리를 위해 골프장을 찾은 지원은 과연 모든 배상 책임을 져야 할까?                |
| 59회 | 1월 31일 | 강성범 · 박영린의 Yes or No | 주거 침입으로 처벌받게 되는 건 누구일까?                                              |
| 59회 | 1월 31일 | 황당 사건 속 법률           | 가문의 망신 - 3인조 가족 절도단                                                       |
| 60회 | 2월 7일  | 위기의 K                    | 18년 전 책값을 내라고? - 부당 채권 추심                                               |
| 60회 | 2월 7일  | 지원이의 똑똑똑             | 취소하려면 나머지 계약금까지 내야 할까?                                               |
| 60회 | 2월 7일  | 강성범 · 양지원의 Yes or No | 우연히 줍게 된 성범의 자작곡으로 오디션에 응모한 지원은 업무방해죄에 해당할까?        |
| 60회 | 2월 7일  | 황당 사건 속 법률           | 사라진 땅, 날아간 100억 원 - 기획 부동산 사기사건                                     |
| 61회 | 2월 14일 | 위기의 K                    | 전세금을 돌려받고 싶어요                                                              |
| 61회 | 2월 14일 | 종훈이의 똑똑똑             | 종훈은 애견 가게에서 분양받은 지 일주일 만에 죽게 된 기니피그를 환불받을 수 있을까?   |
| 61회 | 2월 14일 | 강성범 · 양지원의 Yes or No | 짝사랑하는 양지원의 연애편지를 가로채 찢어버린 강성범은 손괴죄일까?                   |
| 61회 | 2월 14일 | 황당 사건 속 법률           | 멀쩡한 아버지를 정신병원에? - 정신병원 강제 감금                                      |
| 62회 | 2월 21일 | 위기의 K                    | 클릭하는 순간 내 돈이 - 스미싱, 휴대전화 소액결제 사기                                |
| 62회 | 2월 21일 | 종훈이의 똑똑똑             | 펜션 예약을 취소한 종훈은 과도한 위약금을 돌려받을 수 있을까?                         |
| 62회 | 2월 21일 | 강성범 · 양지원의 Yes or No | 성범은 철부지 아내 지원이 진 빚을 다 갚아야 할까?                                     |
| 62회 | 2월 21일 | 황당 사건 속 법률           | 버려진 세 자매                                                                        |
| 63회 | 2월 28일 | 위기의 K                    | 가정을 버린 아버지의 부양비 청구 소송                                                 |
| 63회 | 2월 28일 | 종훈이의 똑똑똑             | 미성년자를 성인으로 잘못 알고 담배를 판매한 종훈은 처벌받게 될까?                     |
| 63회 | 2월 28일 | 강성범 · 양지원의 Yes or No | 성범에게서 노트북을 돌려받기 위해 오빠 셋의 힘을 빌린 지원은 공갈죄에 해당할까?       |
| 63회 | 2월 28일 | 황당 사건 속 법률           | 증거 없는 도둑                                                                        |
| 64회 | 3월 7일  | 위기의 K                    | 어느 미혼모의 고백 - 입양특례법의 그늘                                                |
| 64회 | 3월 7일  | 종훈이의 똑똑똑             | 종훈은 고시원에 선불로 낸 금액을 돌려받을 수 있을까?                                  |
| 64회 | 3월 7일  | 강성범 · 양지원의 Yes or No | 매 맞는 남편 성범이 아이돌을 꿈꾸는 결혼 7년차 주부 지원에게 이혼을 청구할 수 있을까? |
| 64회 | 3월 7일  | 황당 사건 속 법률           | 두 얼굴의 천사 - 쪽방촌 사기사건                                                      |
| 65회 | 3월 14일 | 위기의 K                    | 끝나지 않는 불법 다단계 피해                                                          |
| 65회 | 3월 14일 | 종훈이의 똑똑똑             | 무속인의 말에 혹해 천만 원짜리 굿을 한 종훈은 환불받을 수 있을까?                     |
| 65회 | 3월 14일 | 강성범, 양지원의 Yes or No  | 부의금은 두 남매 중 누구의 몫일까?                                                    |
| 65회 | 3월 14일 | 황당 사건 속 법률           | 유령 사기꾼                                                                           |
| 66회 | 3월 21일 | 황당 사건 속 법률           | 빗나간 신앙 - 삼남매의 비극                                                           |
| 66회 | 3월 21일 | 위기의 K                    | 어린이 통학차량 사고                                                                  |
| 66회 | 3월 21일 | 종훈이의 똑똑똑             | 횡단 보도에서 보행자와 부딪친 종훈은 처벌받게 될까?                                   |
| 66회 | 3월 21일 | 강성범 · 양지원의 Yes or No | 공범의 자백 - 성범과 지원 중 처벌을 받는 사람은 누구일까?                             |
| 67회 | 4월 4일  | 위기의 K                    | 호화 리조트 무료 숙박권 사기                                                          |
| 67회 | 4월 4일  | 황당사건 속 법률            | 복수는 나의 것                                                                        |
| 67회 | 4월 4일  | 강성범 · 양지원의 Yes or No | 쌍방을 고소한 성범과 지원 가운데 무고죄로 처벌받는 사람은 누구일까?                   |
| 68회 | 4월 11일 | 위기의 K                    | 바람난 아버지 - 거짓말로 딸을 속여 대출까지                                           |
| 68회 | 4월 11일 | 화제의 사건                 | 비정한 엄마 - 불법 입양한 딸 학대 치사 사건                                           |
| 68회 | 4월 11일 | 사유리의 똑똑똑             | 동안녀를 꿈꾸던 사유리가 성형외과에 가다                                              |
| 68회 | 4월 11일 | 강성범 · 양지원의 Yes or No | 남편의 치료비를 내야 하는 사람은 누구일까?                                            |
| 69회 | 4월 25일 | 위기의 K                    | 가출한 남편과의 이혼                                                                  |
| 69회 | 4월 25일 | 화제의 사건                 | 가족 갈등이 부른 일가족 참사                                                          |
| 69회 | 4월 25일 | 사유리의 똑똑똑             | 운전 강습을 받다 사고를 낸 사유리가 수리비를 물어줘야 할까?                           |
| 69회 | 4월 25일 | 강성범 · 양지원의 Yes or No | 이별여행이 된 신혼여행 - 혼인 신고를 하지 않은 상대방에게도 위자료를 줘야 할까?       |
| 70회 | 5월 2일  | 위기의 K                    | 명의 도용으로 인한 체납                                                               |
| 70회 | 5월 2일  | 사유리의 똑똑똑             | 사유리는 어제 산 시계와 오늘 산 반지에 대한 현금영수증을 받을 수 있을까?              |
| 70회 | 5월 2일  | 강성범 · 양지원의 Yes or No | 혼수와 축의금도 증여세 부과 대상이 될까?                                              |
| 70회 | 5월 2일  | 화제의 사건                 | 세금의 달 특집 - 세금 절약의 모든 것                                                  |
| 71회 | 5월 9일  | 위기의 K                    | 회사 기숙사 내 흉기 사건도 산재 처리가 가능할까?                                      |
| 71회 | 5월 9일  | 화제의 사건                 | 낙지 질식 사건의 진실                                                                 |
| 71회 | 5월 9일  | 사유리의 똑똑똑             | 사유리는 현금 지급기 고장으로 못 찾은 돈을 받을 수 있을까?                            |
| 71회 | 5월 9일  | 강성범 · 양지원의 Yes or No | 스타 강사 지원의 강의를 모방한 성범은 손해를 배상해야 할까?                           |

## 같이 보기
- 박봉숙 변호사 (SBS, 1994년 ~ 1995년)
- TV 생활법정 (KBS, 2002년 ~ 2004년)
- 솔로몬의 선택 (SBS, 2002년 ~ 2008년)
- TV로펌 솔로몬 (SBS, 2008년 ~ 2009년)